# Marian Subocz
Marian Antoni Subocz (ur. 28 sierpnia 1947 w Wałczu) – polski ksiądz katolicki, kanonik, prałat i kapelan honorowy papieża, kapłan diecezji koszalińsko-kołobrzeskiej, doktor teologii. W latach 2007–2017 dyrektor Caritas Polska.

## Życiorys
Święcenia kapłańskie otrzymał w Lęborku 17 czerwca 1973 z rąk biskupa Ignacego Jeża. Objął obowiązki wikariusza w parafii Mariackiej w Kołobrzegu (do 1974), następnie kapelan biskupa Ignacego Jeża. 
W latach 1974–1982 studiował na Papieskim Uniwersytecie Salezjańskim w Rzymie filologię klasyczną oraz starochrześcijańską. W latach 1982–1993 pracował w Wyższym Seminarium Duchownym Diecezji Koszalińsko-Kołobrzeskiej w Koszalinie, gdzie służył jako prefekt i rektor. W 1991 jako gospodarz seminarium witał w tym budynku Jana Pawła II, który odbywał IV Pielgrzymkę do Ojczyzny.
Biskup koszalińsko-kołobrzeski Czesław Domin, który był przewodniczącym Komisji Charytatywnej Konferencji Episkopatu Polski, w 1992 zwrócił się do ks. Mariana Subocza o utworzenie w Warszawie struktur Caritas Polska. Do 1994 był pierwszym powojennym dyrektorem Caritas.
Jest twórcą akcji Wigilijnego Dzieła Pomocy Dzieciom, to dzięki jego inicjatywie na polskich stołach w Boże Narodzenie pali się świeca Caritas. Zainicjował także kwartalnik „Caritas”, który ukazuje się do dziś. Przy współpracy z Caritas we Freiburgu stworzył także fakultet Caritas przy ówczesnej Akademii Teologii Katolickiej w Warszawie – dzisiejszym UKSW. Studiują tam przyszli pracownicy największej charytatywnej organizacji kościelnej.
Jego dziełem są także stacje opieki Caritas, gdzie pomoc znajdują osoby chore. Zorganizował też pierwsze szkolenia dla księży-dyrektorów diecezjalnych Caritas w Wiedniu, Brukseli i Niemczech. Był także w Bośni, gdy wybuchła tam wojna, zorganizował pomoc dla ofiar konfliktu – m.in. 40 wagonów węgla dla ludności cywilnej. Był inicjatorem programu pomocy rodzinom w Syrii, Rodzina Rodzinie.
W 1994 otrzymał nominację na zastępcę sekretarza generalnego KEP. Był nim wtedy bp Tadeusz Pieronek. Współorganizował również VI pielgrzymkę Ojca Świętego Jana Pawła II do Polski w 1997. W 1998 został skierowany do Biura Konferencji Episkopatów Unii Europejskiej w Brukseli. Śledził tam sprawy dotyczące rozszerzenia Wspólnoty Europejskiej (Polska była wtedy krajem kandydującym). Do 1999 pełnił funkcję delegata KEP przy COMECE ds. kontaktów z Komisją.
W 2001 powrócił do kraju z własnej inicjatywy. Biskup koszalińsko-kołobrzeski Marian Gołębiewski powierzył mu największą parafię w diecezji pw. św. Maksymiliana Kolbego w Słupsku w dzielnicy Zatorze.
Biskupi, którzy obradowali na 340. zebraniu plenarnym Konferencji Episkopatu Polski w Kamieniu Śląskim wybrali go na dyrektora Caritas Polska. Oficjalnie urząd dyrektora objął 21 czerwca 2007. Jako dyrektor Caritas do 31 lipca 2007 pełnił funkcję proboszcza parafii pw. św. Maksymiliana Kolbego w Słupsku.
Papież Benedykt XVI 25 lipca 2008 mianował go członkiem Papieskiej Rady „Cor Unum”. 
6 czerwca 2017 w trakcie 376. zebrania plenarnego Konferencji Episkopatu Polski w Zakopanem, następcą ks. Subocza na stanowisku dyrektora Caritas Polska został wybrany ks. Marcin Iżycki.
1 sierpnia 2017 ks. Marian Subocz został mianowany przez bpa Edwarda Dajczaka proboszczem parafii św. Marcina w Kołobrzegu.
Został odznaczony Srebrnym Krzyżem Zasługi (2011) oraz Krzyżem Kawalerskim Orderu Odrodzenia Polski (2023). W 2017 otrzymał Odznakę Honorową za Zasługi dla Ochrony Praw Dziecka.